# 전통문화교육원
전통문화교육원(傳統文化敎育院)은 대한민국의 문화유산을 계승하고 전통문화를 바탕으로 새로운 미래를 개척할 전문인력을 양성하기 위해 기존의 전통문화연수원을 개편하여 설립된 대한민국 국가유산청 한국전통문화대학교 소속기관으로 전통문화교육원장은 교수요원이 겸직하고 교육기획과 및 교육운영과를 두며, 각 과장은 서기관·기술서기관·행정사무관·임업사무관 또는 시설사무관으로 보한다. 충청남도 부여군 규암면 백제문로 367번지에 위치하고 있다.

## 연혁
- 2005년 3월 9일 전통문화연수원 건립기공식
- 2007년 12월 28일 전통문화연수원 준공
- 2008년 3월 5일 전통문화연수원 개원
- 2008년 8월 7일 전통문화연수원 직제 신설 (연수운영과)
- 2009년 4월 27일 연수기획과 신설
- 2012년 7월 15일 전통문화교육원으로 개편

## 조직

### 전통문화교육원장
- 연수기획과
- 연수운영과